# Graveyard Shift
Graveyard Shift (titulada: Al filo del abismo en Hispanoamérica y La fosa común en España) es una película de 1990 dirigida por Ralph S. Singleton, escrita por John Esposito y basada en el relato El último turno de Stephen King, publicado en la colección de cuentos El umbral de la noche.

## Sinopsis
Cuando una vieja fábrica textil es reabierta, se presentan extrañas muertes de algunos empleados. Las muertes normalmente ocurren entre las 11 p. m. y las 7 a. m., lo que se conoce como el último turno laboral. Algunos empleados que son enviados a uno de los sótanos para exterminar las ratas encuentran a una especie de rata gigante, monstruo causante de los asesinatos.

## Recepción
La película ha recibido reseñas generalmente negativas por parte de los críticos, con un escaso 13% de ranking en el sitio
Rotten Tomatoes.